# Xian de Zhuzhou
Le xian de Zhuzhou (株洲县 ; pinyin : Zhūzhōu Xiàn) est un district administratif de la province du Hunan en Chine. Il est placé sous la juridiction de la ville-préfecture de Zhuzhou.

## Démographie
La population du district était de 446 955 habitants en 1999.